# クリス・ホルム
クリス・ホルム（Chris Holm, 1984年11月28日 - ）は、アメリカ合衆国・ネバダ州出身の元バスケットボール選手、コーチである。ポジションはセンター。212cm、120kg。

## 来歴
ロード・アイランド大学、バーモント大学で活躍し、スペイン、ボスニア・ヘルツェゴビナのクラブを経て、2008年に日本プロバスケットボールリーグ（bjリーグ）の仙台89ERSに入団。2008-09シーズンのオールスターゲームのメンバーに選出される。1試合平均リバウンド15.6本を記録してリーグランキング1位を獲得。2009-10シーズンと2010-11シーズンはランキング2位。2011年、新潟アルビレックスBBに移籍。2011-12シーズン、2012-13シーズンと2シーズン連続でリバウンド1位を獲得。2013年オフ、京都ハンナリーズに移籍。2014年オフ、滋賀レイクスターズに移籍。
2015年8月、仙台89ERSと選手契約基本合意となったが、9月に現役引退する。
2018年、ジョージワシントン大学にてアシスタントコーチを務めた。
2020年、京都ハンナリーズのアシスタントコーチに就任。2021-22シーズン終了まで務めた。
2022年より茨城ロボッツのアシスタントコーチ。2023-24シーズンはSVHCの指揮のもと一時HCを務めたが、シーズン途中の体制変更によりACとしてシーズンを全うし、2024-25シーズンからは正式にHCとしてチームの指揮をとる。

## 記録
| シーズン         | チーム | GP | GS | MPG  | FG%  | 3P%  | FT%  | RPG  | APG | SPG | BPG | TO  | PPG  |
| ---------------- | ------ | -- | -- | ---- | ---- | ---- | ---- | ---- | --- | --- | --- | --- | ---- |
| bjリーグ 2008-09 | 仙台   | 52 | 52 | 34.2 | .514 | .250 | .588 | 15.6 | 2.1 | 0.8 | 1.1 | 2.3 | 15.0 |
| bjリーグ 2009-10 | 仙台   | 52 | 52 | 32.1 | .526 | .000 | .629 | 13.8 | 2.3 | 0.8 | 1.3 | 2.7 | 12.9 |
| bjリーグ 2010-11 | 仙台   | 36 | 33 | 32.6 | .565 | .000 | .643 | 13.4 | 1.9 | 1.2 | 0.8 | 2.7 | 14.4 |
| bjリーグ 2011-12 | 新潟   | 52 | 43 | 29.8 | .579 | .000 | .647 | 14.3 | 1.9 | 1.0 | 0.9 | 2.1 | 11.5 |
| bjリーグ 2012-13 | 新潟   | 52 | 51 | 30.2 | .579 | .000 | .649 | 14.5 | 2.2 | .9  | .9  | 1.8 | 11.3 |
| bjリーグ 2013-14 | 京都   | 52 | 51 | 29.1 | .543 | ---  | .615 | 11.8 | 1.3 | .9  | 1.0 | 2.0 | 9.1  |
| bjリーグ 2014-15 | 滋賀   | 52 |    | 20.7 | .588 | .000 | .553 | 8.7  | 1.3 | 0.6 | 0.8 | 1.2 | 6.6  |

- bjリーグ
  - リバウンド1位（2008-09、2011-12、2012-13）2位（2009-10、2010-11）